# الكنائس المحفورة في صخر لاليبلا
الكنائس المحفورة في صخر لاليبلا هو موقع حج مسيحي لأعضاء كنيسة التوحيد الأرثوذكسية الإثيوبية. وهي جزء من مواقع التراث العالمي لليونسكو.